# Hymne de la république socialiste soviétique d'Azerbaïdjan
L’hymne de la république socialiste soviétique d'Azerbaïdjan était l'hymne national de l'Azerbaïdjan lorsqu'il était une république constitutive de l'Union soviétique.

## Histoire
L'hymne a été utilisé de 1944 à 1992. Il a été composé par Uzeyir Hadjibeyov. Suleyman Rustam, Samed Vurgun et Huseyn Arif ont composé les paroles. Une modification des paroles fut apportée pour supprimer les passages dédiés à Staline en 1978. Lors de l'indépendance de l'Azerbaïdjan en 1991, l'hymne national du pays est devenu Azərbaycan marşı (La Marche azerbaïdjanaise) en 1992, qui était aussi composée par Hadjibeyov.

## Paroles

### Version post-stalinienne

#### Paroles originales en azéri
| Écriture cyrillique | Nouvel alphabet turc | Écriture arabe | Transcription API | Alphabet latin moderne |
| --- | --- | --- | --- | --- |
| Азәрбајҹан! Чичәкләнән республика, шанлы дијар! Гадир совет елләриндә һәм азадсан, һәм бәхтијар. Октјабрыдан гүввәт алыб сән говушдун сәадәтә, Алгыш олсун бу һүнәрә, алгыш олсун бу гүдрәтә! Хор: Јолумуз Ленин јолудур, партијадыр рәһбәримиз, Коммунизмин ҝүнәшилә нурланаҹаг сәһәримиз. Биз ҝедирик ҝәләҹәјә галибләрин ҹәрҝәсиндә, Јаша, јаша, Азәрбајҹан, бөјүк совет өлкәсиндә! Одлар јурду, бу ағ ҝүнләр ел ҝүҹүнүн бәһрәсидир, Гәһрәманлыг, бир дә һүнәр азад инсан һәвәсидир. Нәсилләрдән-нәсилләрә јадиҝардыр дәјанәтин, Коммунизмә биз ҝедирик, сыра мөһкәм, аддым мәтин. Хор Рәшадәтли рус халгыдыр достлуг, бирлик бајрагдары, Мүгәддәсдир, сарсылмаздыр дост елләрин бу илгары. Гардаш халглар бирлијиндән алдыг ҝүҹү, гүдрәти биз, Гој вар олсун бу иттифаг – шанлы Совет Вәтәнимиз! Хор, | Azərʙajçan! Cicəklənən respuʙlika, şanlь dijar! Qadir sovet ellərində həm azadsan, həm ʙəxtijar. Oktjaʙrьdan qyvvət alьʙ sən qovuşdun səadətə, Alqьş olsun bu hynərə, alqьş olsun ʙu qydrətə! Xor: Jolumuz Lenin joludur, partijadьr rəhʙərimiz, Kommunizmin gynəşilə nurlanaçaq səhərimiz. Biz gedirik gələçəjə qaliblərin çərgəsində, Jaşa, jaşa, Azərʙajçan, ʙɵjyk sovet ɵlkəsində! Odlar jurdu, ʙu aƣ gynlər el gyçynyn ʙəhrəsidir, Qəhrəmanlьq, ʙir də hynər azad insan həvəsidir. Nəsillərdən-nəsillərə jadigardьr dəjanətin, Kommunizmə ʙiz gedirik, sьra mɵhkəm, addьm mətin. Xor Rəşadətli rus xalqьdьr dostluq, ʙirlik ʙajraqdarь, Myqəddəsdir, sarsьlmazdьr dost ellərin ʙu ilqarı. Qardaş xalqlar ʙirlijindən aldьq gyçy, qydrəti ʙiz, Qoj var olsun bu ittifaq – şanlь Sovet Vətənimiz! Xor | !آذربایجان! چیچک‌لنه‌ن رئسپوبلیکا، شان‌لی دیار .قادیر سووئت ائللرین‌ده هم آزادسان، هم بختیار ،اوکتیابردان قوت آلیب سن قوووشدون سادته !آلقیش اولسون بو هونره، آلقیش اولسون بو قودرته :خور ،یولوموز لئنین یولودور، پارتییادیر رهبریمیز .کوم‌مونیزمین گونشیله نورلاناجاق سحریمیز ،بیز گئدیریک گله‌جه‌یه قالیبلرین جرگه‌سین‌ده !یاشا، یاشا، آذربایجان، بؤیوک سووئت اؤلکه‌سین‌ده ،اودلار یوردو، بو آغ گونلر ائل گوجونون بهره‌سی‌دیر .قهره‌مان‌لیق، بیر ده هونر آزاد اینسان هوه‌سی‌دیر ،نسیللردن-نسیللره یادیگاردیر دیانتین .کوم‌مونیزمه بیز گئدیریک، سیرا مؤهکه‌م، آددیم متین خور ،رشادت‌لی روس خالقی‌دیر دوستلوق، بیرلیک بایراقداری .مقدس‌دیر، سارسیلمازدیر دوست ائللرین بو ایلقاری ،قارداش خالقلار بیرلیین‌دن آلدیق گوجو، قودرتی بیز !قوی وار اولسون بو اتفاق – شان‌لی سووئت وطنیمیز خور | [ɑ.zæɾ.bɑj.d͡ʒɑn ‖ t͡ʃi.t͡ʃæc.læ.næn ǀ res.pub.li.kɑ ʃɑn.ɫɯ di.jɑɾ ‖] [gɑ.diɾ so.vet ǀ el.læ.ɾin.dæ ǀ hæm ɑ.zɑd.sɑn hæm bæχ.ti.jɑɾ ‖] [ok.tjɑ.brɯ.dɑn ǀ gyv.væt ɑ.ɫɯp ǀ sæn go.vuʃ.dun sæ.ɑ.dæ.tæ ǀ] [ɑɫ.gɯʃ oɫ.sun bu hy.næ.ɾæ ǀ ɑɫ.gɯʃ oɫ.sun bu gyd.ɾæ.tæ ‖] [χoɾ] [jo.ɫu.muz le.nin jo.ɫu.duɾ ǀ pɑɾ.ti.jɑ.dɯɾ ɾæh.bæ.ɾi.miz ǀ] [kom.mu.niz.min ɟy.næ.ʃi.læ ǀ nuɾ.ɫɑ.nɑ.d͡ʒɑχ ʃæ.hæ.ɾi.miz ‖] [biz ɟe.di.ɾiç ɟæ.læ.d͡ʒæ.jæ ǀ gɑ.lib.læ.ɾin d͡ʒæɾ.ɟæ.sin.dæ ǀ] [jɑ.ʃɑ jɑ.ʃɑ ɑzæɾ.bɑj.d͡ʒɑn ǀ bœ.jyç so.vet œʎ.cæ.sin.dæ ‖] [od.ɫɑɾ juɾ.du ǀ bu ɑɣ ɟyn.læɾ ǀ el ɟy.d͡ʒy.nym bæh.ɾæ.si.diɾ ǀ] [gæh.ɾæ.mɑn.ɫɯχ ǀ biɾ dæ hy.næɾ ǀ ɑ.zɑt in.sɑn hæ.væ.si.diɾ ǁ] [næ.sil.læɾ.dæn ǀ næ.sil.læ.ɾæ ǀ jɑ.di.gɑɾ.dɯɾ dæ.jɑ.næ.tin ǀ] [kom.mu.niz.mæ biz ɟe.di.ɾiç ǀ sɯ.ɾɑ mœh.cæm ǀ ɑd.dɯm mæ.tin ‖] [χoɾ] [ræ.ʃɑ.dæt.li ǀ rus χɑɫ.gɯ.dɯɾ ǀ dost.ɫuχ biɾ.liç bɑj.ɾɑg.dɑ.ɾɯ ǀ] [my.gæd.dæs.diɾ ǀ sɑɾ.sɯɫ.mɑz.dɯɾ ǀ dost el.læ.ɾin bu iɫ.gɑ.ɾɯ ‖] [gɑɾ.dɑʃ χɑɫg.ɫɑɾ ǀ biɾ.li.jin.dæn ǀ ɑɫ.dɯχ ɟy.d͡ʒy gyd.ɾæ.ti biz ǀ] [goj vɑɾ oɫsun bu it.tifɑχ ǀ ʃɑn.ɫɯ so.vet væ.tæ.ni.miz ‖] [χoɾ] | Azərbaycan! Çiçəklənən respublika, şanlı diyar! Qadir sovet ellərində həm azadsan, həm bəxtiyar. Oktyabrıdan qüvvət alıb sən qovuşdun səadətə, Alqış olsun bu hünərə, alqış olsun bu qüdrətə! Xor: Yolumuz Lenin yoludur, partiyadır rəhbərimiz, Kommunizmin günəşilə nurlanacaq səhərimiz. Biz gedirik gələcəyə qaliblərin cərgəsində, Yaşa, yaşa, Azərbaycan, böyük sovet ölkəsində! Odlar yurdu, bu ağ günlər el gücünün bəhrəsidir, Qəhrəmanlıq, bir də hünər azad insan həvəsidir. Nəsillərdən-nəsillərə yadigardır dəyanətin, Kommunizmə biz gedirik, sıra möhkəm, addım mətin. Xor Rəşadətli rus xalqıdır dostluq, birlik bayraqdarı, Müqəddəsdir, sarsılmazdır dost ellərin bu ilqarı. Qardaş xalqlar birliyindən aldıq gücü, qüdrəti biz, Qoy var olsun bu ittifaq – şanlı Sovet Vətənimiz! Xor |

#### Traduction française
Azerbaïdjan ! Une république prospère, une terre glorieuse !

Dans le grand pays soviétique, tu es libre et heureux.

La Révolution d'Octobre t'a rendu fort et heureux !

Bravo pour ta nouvelle sagesse et ton nouveau pouvoir !

Refrain :

Le parti de notre cher leader Lénine nous a ouvert la voie.

Notre matinée sera illuminée par le soleil du communisme.

En route vers l'avenir, vers la victoire glorieuse !

Vive l'Azerbaïdjan, dans la grande terre soviétique !

La terre de feu, ses sommets enneigés ont cultivé un peuple puissant.

En tant que héros et martyrs, ils se battront pour sa liberté.

Ta ténacité est un souvenir de génération en génération,

Nous marchons vers le communisme à un rythme soutenu et constant.

Refrain

Le courageux peuple russe est le porte-drapeau de l'amitié et de l'unité.

Cette tradition de mains amicales est sacrée et indestructible.

Nous avons tiré force et puissance de l'union de nations fraternelles.

Vive cette union – notre glorieuse patrie soviétique !

Refrain